# Tuy (Batangas)
Pour les articles homonymes, voir Tuy.
Tuy (en tagalog : Bayan ng Tuy) est une municipalité de la province de Batangas aux Philippines. Elle compte 46 519 habitants lors du recensement de 2020.

## Géographie
Tuy est située sur l'île de Luçon, la plus grande île de l'archipel des Philippines. 
D'une superficie totale de 94,65 kilomètres carrés, elle est divisée administrativement en 22 barangays : 
1. Acle
2. Bayudbud
3. Bolboc
4. Burgos (Pob.)
5. Dalima
6. Dao
7. Guinhawa
8. Lumbangan
9. Luna
10. Luntal
11. Magahis
12. Malibu
13. Mataywanac
14. Palincaro
15. Putol
16. Rillo
17. Rizal
18. Sabang
19. San Jose
20. Talon
21. Toong
22. Tuyon-tuyon

## Économie
La principale activité de Tuy est l'agriculture, en particulier la culture de la canne à sucre.

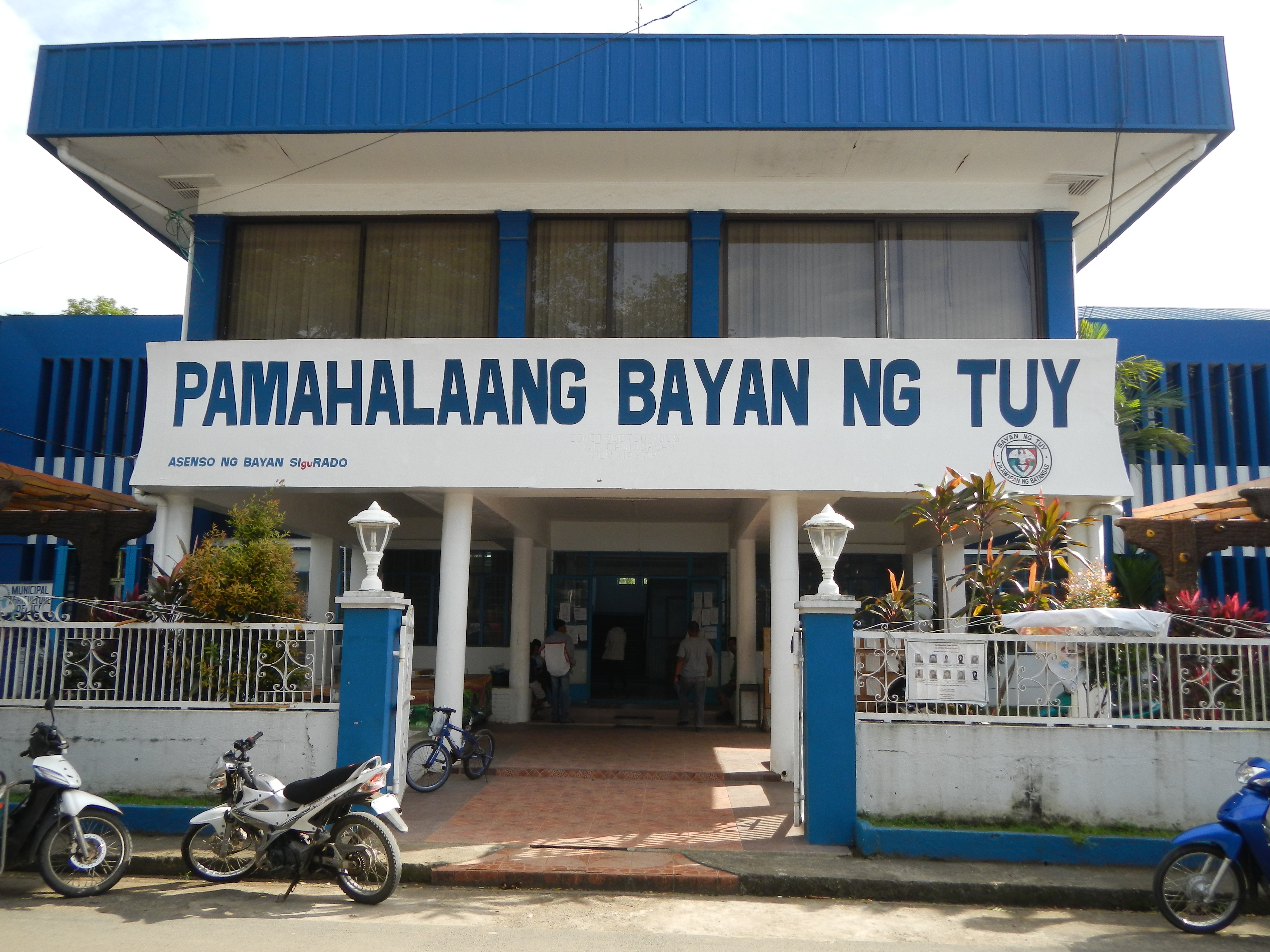
Hôtel de ville.
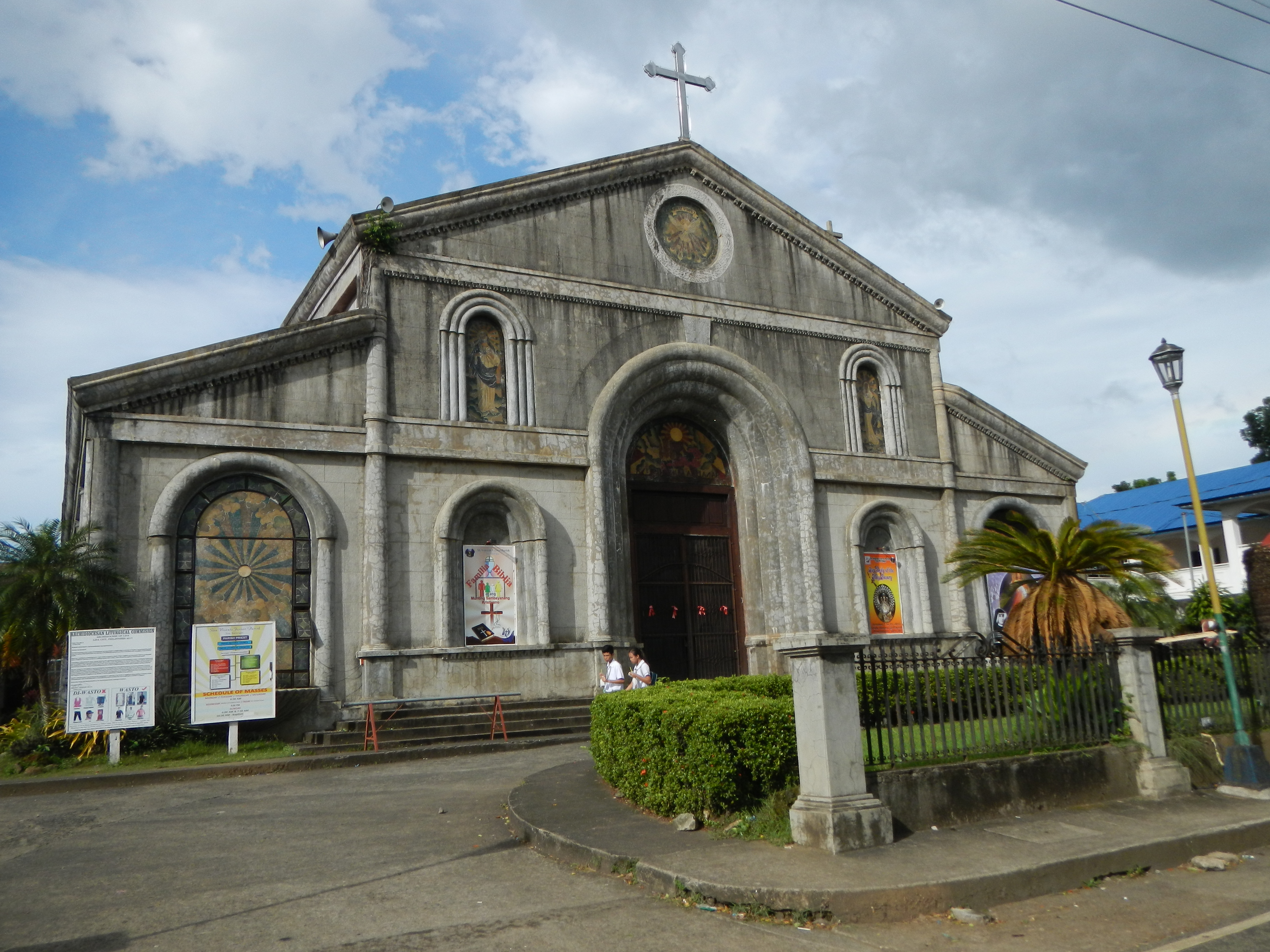
Église catholique Saint-Vincent-Ferrier.
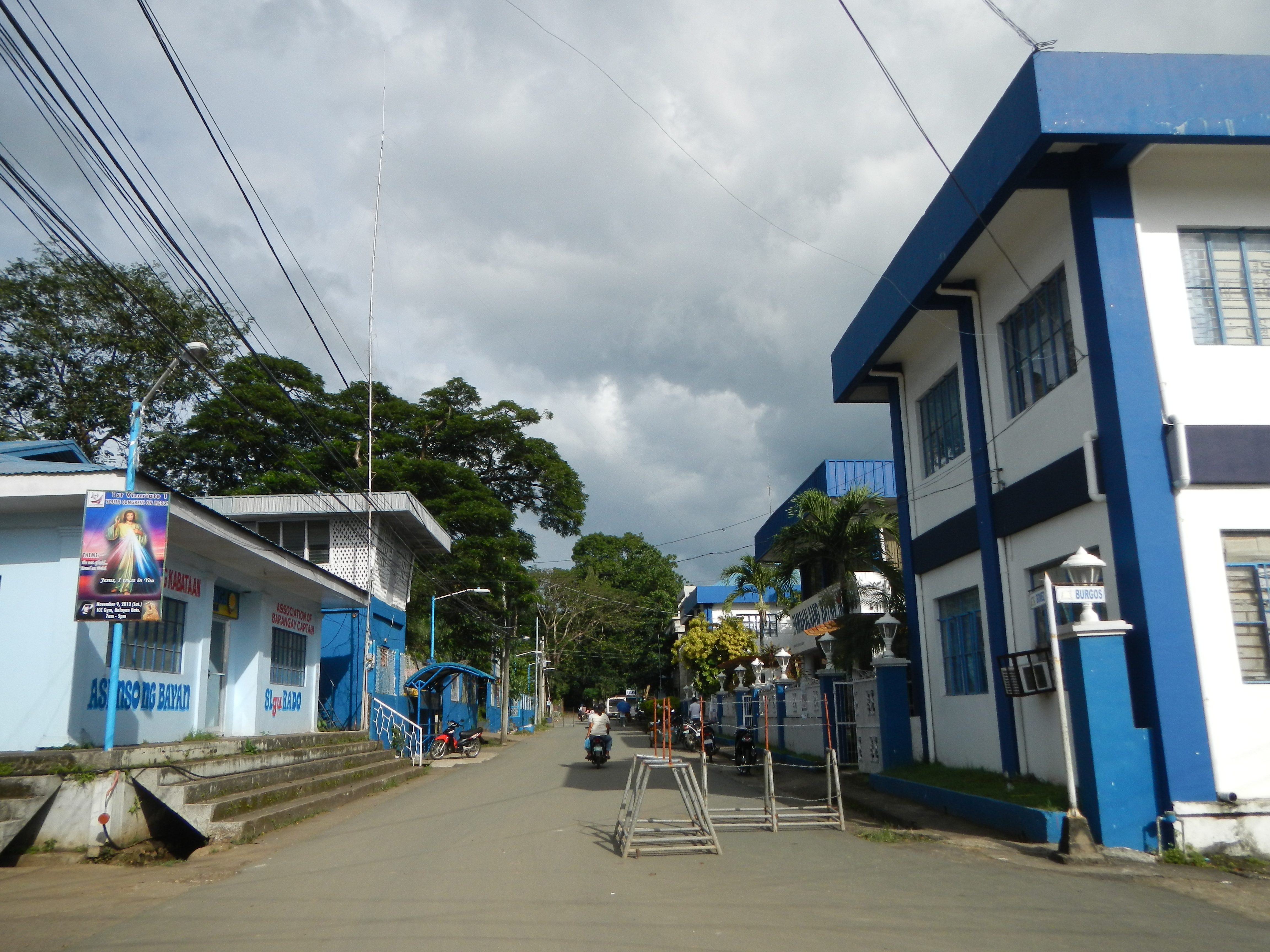
Une rue au centre de Tuy.
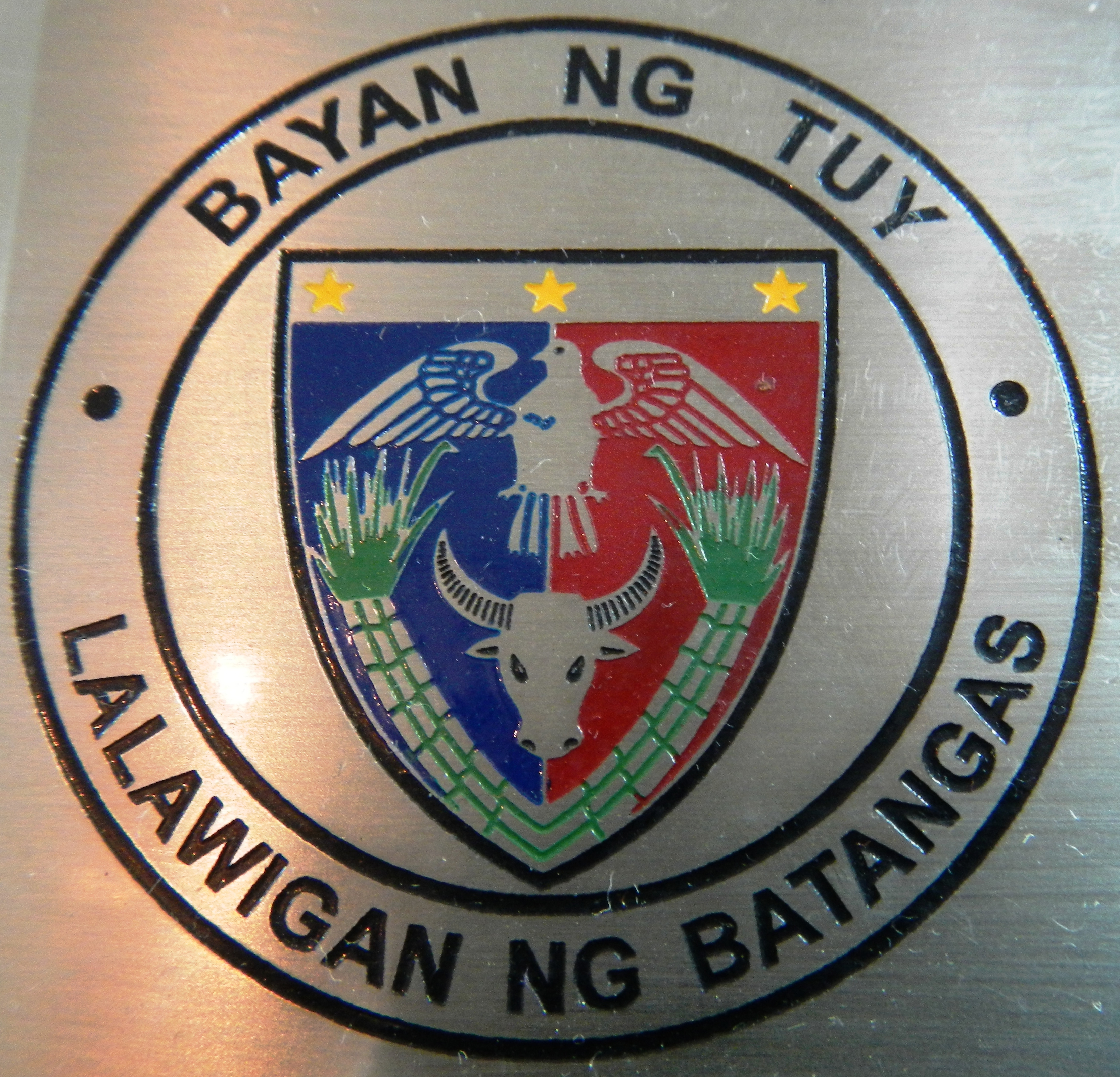
Armoiries de Tuy.
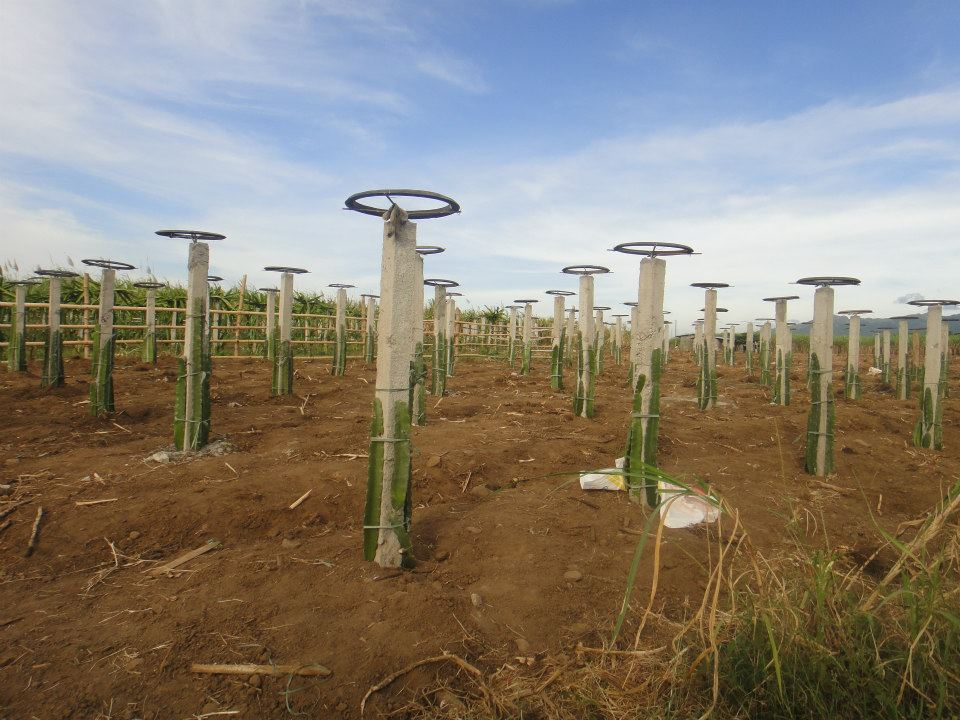
Plantation de canne à sucre à Tuy.